# Бріджит Фонда
Бріджит Джейн Фо́нда (англ. Bridget Jane Fonda; нар. 27 січня, 1964, Лос-Анджелес) — американська акторка. Донька актора Пітера Фонди.

## Біографія
Народилася 27 січня 1964 в Лос-Анджелесі, Каліфорнія, в акторській сім'ї. Її дідусь — актор Генрі Фонда, батько — актор Пітер Фонда, тітка — акторка Джейн Фонда. Мати Сьюзен Джейн Брюер була художницею. Її батьки розлучилися, і батько одружився вдруге на Порції Ребеці Крокетт, колишній дружині письменника і сценариста Томаса Макгуена. Після другого весілля Бріджит і її брат Джастін (нар. 1962) мало спілкувалися з батьком і його сім'єю.

### Кар'єра
Уперше з'явився на екрані разом з батьком у фільмі «Безтурботний їздець». Другою роллю була роль без слів у фільмі 1982 року «Партнери». Перша помітна поява акторки відбулася у фільмі «Скандал», головну роль в якому виконав Джон Херт.
У 1990 році акторка зіграла журналістку в третій частині трилогії «Хрещений батько». Після декількох малопомітних ролей в театрі і кіно, Бріджит зіграла головну роль у фільмі «Самотня біла жінка», заслуживши на позитивні відгуки критиків.
У 1997 році летіла в одному літаку з режисером Квентіном Тарантіно, який запропонував їй роль пляжної дівчинки у стрічці «Джекі Браун». Їй також пропонували головну роль в телевізійному серіалі «Еллі Макбіл» (яка пізніше дісталася Калісті Флокхарт), але вона відмовилася, вирішивши зосередитися на кар'єрі в кіно.

### Особисте життя
29 листопада 2003 року Бріджит вийшла заміж за композитора Денні Ельфмана. У січні 2005 року у них народився син Олівер. Після весілля Бріджит жодного разу не з'являлася на екрані.

## Фільмографія
| Рік  |    | Українська назва                       | Оригінальна назва                 | Роль                                     |
| ---- | -- | -------------------------------------- | --------------------------------- | ---------------------------------------- |
| 1969 | ф  | Безтурботний їздець                    | Easy Rider                        | дитина в комуні                          |
| 1982 | ф  | Партнери                               | Partners                          | ім'я персонажа невідоме                  |
| 1987 | ф  | Арія                                   | Aria                              | коханка                                  |
| 1988 | ф  | З любов'ю поспішати не варто           | You Can't Hurry Love              | Пеггі Келлогг                            |
| 1988 | мф | Гандахар                               | Gandahar                          | історік                                  |
| 1989 | тф |                                        | Jacob Have I Loved                | Луїза Бредшоу                            |
| 1989 | ф  | Скандал                                | Scandal                           | Менді Ріс-Девіс                          |
| 1989 | ф  |                                        | Shag                              | Мелайна                                  |
| 1989 | с  | Джамп-стріт, 21                        | 21 Jump Street                    | Моллі «Мохо» Чапмен                      |
| 1989 | ф  | Без бретельок                          | Strapless                         | Емі Хемпель                              |
| 1989 | тф | На краю                                | The Edge                          | Дорайт                                   |
| 1990 | ф  | Франкенштейн звільнений                | Frankenstein Unbound              | Мірі Годвін                              |
| 1990 | ф  | Хрещений батько 3                      | The Godfather: Part III           | Грейс Гамільтон                          |
| 1991 | ф  | Залізний лабіринт                      | Iron Maze                         | Кріс Сугіта                              |
| 1991 | ф  | Вредний Фред                           | Drop Dead Fred                    | Аннабелла                                |
| 1991 | ф  | Той, що виник з дощу                   | Out of the Rain                   | Джо                                      |
| 1991 | ф  | Доктор Голлівуд                        | Doc Hollywood                     | Ненсі Лі Ніколсон                        |
| 1992 | ф  | Шкіряні куртки                         | Leather Jackets                   | Клауді                                   |
| 1992 | ф  | Самотня біла жінка                     | Single White Female               | Еллі Джонс                               |
| 1992 | ф  | Одинаки                                | Singles                           | Джанет Лівермор                          |
| 1992 | ф  | Армія темряви                          | Army of Darkness                  | Лінда                                    |
| 1993 | ф  | Доросле життя                          | Bodies, Rest & Motion             | Бет                                      |
| 1993 | ф  | Повернення немає                       | The Assassin / Point Of No Return | Меггі Гейворд / Клаудіа Енн Доран / Ніна |
| 1993 | ф  | Маленький Будда                        | Little Buddha                     | Ліза Конрад                              |
| 1994 | ф  | Щасливий випадок                       | It Could Happen to You            | Івонн                                    |
| 1994 | ф  | Дорога на Веллвіл                      | The Road to Wellville             | Елеонор Лайтбоді                         |
| 1994 | ф  | Камілла                                | Camilla                           | Фреда Лопес                              |
| 1995 | ф  | Груба магія                            | Rough Magic                       | Майра                                    |
| 1995 | мф | Балто                                  | Balto                             | Дженна                                   |
| 1996 | ф  | Мерія                                  | City Hall                         | Мерібет Коган                            |
| 1996 | ф  | Втіха серця мого                       | Grace of My Heart                 | Келлі Портер                             |
| 1997 | ф  | Дотик                                  | Touch                             | Лінн Мері Фолкнер                        |
| 1997 | тф | У сутінках                             | In the Gloaming                   | Енн                                      |
| 1997 | ф  | Містер Ревнощі                         | Mr. Jealousy                      | Ірен                                     |
| 1997 | ф  | Джекі Браун                            | Jackie Brown                      | Мелани                                   |
| 1998 | ф  | Розрив                                 | Break Up                          | Джиммі Дейд                              |
| 1998 | ф  | Я — Елвіс, ти — Мерилін                | Finding Graceland                 | Ешлі                                     |
| 1998 | ф  | Простий план                           | A Simple Plan                     | Сара Мітчелл                             |
| 1999 | ф  | Лейк Плесід: Озеро страху              | Lake Placid                       | Келлі Скотт                              |
| 2000 | ф  | На південь від раю, на захід від пекла | South of Heaven, West of Hell     | Аделайн Данфріс                          |
| 2001 | ф  | Ангел-охоронець                        | Delivering Milo                   | Елізабет                                 |
| 2001 | мф | Мавпяча кістка                         | Monkeybone                        | доктор Джулі МакЕлрой                    |
| 2001 | ф  | Поцілунок дракона                      | Kiss of the Dragon                | Джессіка Камен                           |
| 2001 | с  |                                        | Night Visions                     | Мері                                     |
| 2001 | ф  | Сімейна справа                         | The Whole Shebang                 | Вел Базінні                              |
| 2001 | тф | Незвичайна дитина                      | After Amy / No Ordinary Baby      | Лінда Санклер                            |
| 2002 | с  | Шоу Кріса Айзека                       | The Chris Isaak Show              | Стефані Ферст                            |
| 2002 | тф | Снігова королева                       | Snow Queen                        | Снігова королева                         |

## Нагороди і номінації

### Номінації
- 1990 — Золотий глобус — Найкраща акторка другого плану (за роль у фільмі «Скандал»)
- 1997 — Еммі — Найкраща акторка другого плану у мінісеріалі або фільмі (за роль у фільмі «У сутінках»)
- 2002 — Золотий глобус — Найкраща акторка в мінісеріалі та телефільмі (за роль у фільмі «Незвичайна дитина»)